# Józef Skorupka Padlewski
Józef Skorupka Padlewski herbu Ślepowron (zm. w 1778 roku) – sędzia lwowski w latach 1765-1773, miecznik lwowski w latach 1748-1765, sędzia kapturowy ziemi lwowskiej w 1764 roku.